# Železniční trať Ostrava–Rychvald
Železniční trať Ostrava - Rychvald je součástí vlečkové sítě společnosti PKP Cargo International o délce 7,1 km. Trať odbočuje z trati Správa železnic Přerov–Bohumín ve stanici Ostrava hlavní nádraží a pokračuje přes manipulační kolejiště Heřmanice do odbočky Rychvald, kde se napojuje na trať Bohumín – Louky nad Olší.

## Historie
Trať původně spojovala pouze Důl Heřmanice se stanicí Ostrava-Hrušov (dnes součást Ostravy hlavního nádraží), napojení z Heřmanic na někdejší Košicko-bohumínskou dráhu bylo realizováno až později pro umožnění přímých přeprav uhlí mezi doly na Karvinsku a koksovnami v Ostravě.

## Provoz
Trať slouží výhradně pro provoz nákladních vlaků s výjimkou příležitostných jízd osobních vlaků. O využití trati pro pravidelnou osobní dopravu se uvažuje v rámci projektu vlakotramvajového spojení Ostravy a Orlové.